# Iljoesjin Il-14
De Iljoesjin Il-14 (Russisch: Ильюшин Ил-14) (NAVO-codenaam: Crate) was een Russisch militair en civiel transport en passagiersvliegtuig. De Il-14 vloog voor het eerst in 1950 en werd behalve in de Sovjet-Unie ook gebouwd in de DDR, in Tsjecho-Slowakije bij Avia als Avia Av-14 (ook wel bekend als Avia 14) en in China als Y-6.

## Ontwikkeling
De Iljoesjin was bedoeld als vervanging van de Lisunov Li-2 (een in licentie gebouwde variant van de Douglas DC-3) en was ontwikkeld op basis van de Iljoesjin Il-12. De Il-14 wordt aangedreven door twee Sjvetsov ASj-82T-7-radiaalmotoren. Het toestel was een groot succes in de uitgestrekte Sovjet-Unie doordat het kon landen en opstijgen op onverharde landingsbanen en vliegvelden van slechte kwaliteit.
Tegenwoordig zijn er nog maar een handjevol vliegende exemplaren, deze worden in Rusland gebruikt als vrachtvliegtuig in Siberië of als parachutistentoestel door vliegclubs.

## Gebruikers (historisch)

### Civiel
- Aeroflot
- Balkan Bulgarian Airlines
- CAAC
- CSA
- Cubana de Aviación
- Interflug
- JAT
- LOT Polish Airlines
- Malév
- Mongolian Airlines
- UVS-MNR Air Mongol
- Tabso Bulgaria
- Tarom
- Ukamp
- Chosonminhang Korean Airways
- Yemen Airlines

### Militair

Iljoesjin Il-14

- Afghanistan
- Albanië
- Algerije
- Volksrepubliek China
- Cuba
- Tsjechoslowakije
- Oost-Duitsland
- Egypte
- India
- Irak
- Joegoslavië
- Noord-Korea
- Polen
- Sovjet-Unie
- Syrië